# Сексуална култура
Сексуалната култура е онази издаваща знанията, ценностите и моделите на поведение, които определят отношението на личността към сексуалността с цел устойчиво физическо и психическо развитие и възпроизводство.
Сексуалната култура се отнася както до безопасния секс и семейното планиране, така и до сексуалната ориентация на личността.